# Ołeksij Bielik
Ołeksij Hryhorowycz Bielik, ukr. Олексій Григорович Бєлік (ur. 15 lutego 1981 w Doniecku) – ukraiński piłkarz grający na pozycji napastnika, reprezentant Ukrainy.

## Kariera klubowa
Bielik pochodzi z Doniecka i tam też rozpoczął karierę w klubie Szachtar Donieck. W Szachtarze zadebiutował w sezonie 1999/2000 i zdobył w nim łącznie 4 gole oraz został wicemistrzem Ukrainy. W kolejnym sezonie także wywalczył wicemistrzostwo kraju, Puchar Ukrainy i wystąpił w fazie grupowej Ligi Mistrzów, a w 2002 roku z Szachtarem wygrał dublet: mistrzostwo i puchar, ale nie był wówczas czołowym zawodnikiem Szachtara. Dobrze spisał się za to w sezonie 2002/2003 został wicekrólem strzelców ligi z 21 golami na koncie – z Szachtarem znów zajął 2. miejsce. W sezonie 2003/2004 był rezerwowym dla pary Julius Aghahowa – Andrij Worobej i po raz trzeci w karierze wywalczył krajowy puchar. W kolejnych dwóch latach Bielik zostawał z Szachtarem mistrzem Ukrainy, a w 2007 wicemistrzem. W 2008 był na półrocznym wypożyczeniu w VfL Bochum. W tym samym roku zmienił barwy klubowe, przechodząc do Dnipro Dniepropietrowsk. 16 sierpnia 2011 podpisał kontrakt z Metałurhiem Zaporoże.
| Sezon   | Klub                    | Kraj    | Rozgrywki    | Mecze | Bramki |
| ------- | ----------------------- | ------- | ------------ | ----- | ------ |
| 1999/00 | Szachtar Donieck        | Ukraina | Wyszcza Liha | 8     | 4      |
| 2000/01 | Szachtar Donieck        | Ukraina | Wyszcza Liha | 11    | 2      |
| 2001/02 | Szachtar Donieck        | Ukraina | Wyszcza Liha | 21    | 3      |
| 2002/03 | Szachtar Donieck        | Ukraina | Wyszcza Liha | 28    | 21     |
| 2003/04 | Szachtar Donieck        | Ukraina | Wyszcza Liha | 11    | 2      |
| 2004/05 | Szachtar Donieck        | Ukraina | Wyszcza Liha | 19    | 5      |
| 2005/06 | Szachtar Donieck        | Ukraina | Wyszcza Liha | 32    | 8      |
| 2006/07 | Szachtar Donieck        | Ukraina | Wyszcza Liha | 21    | 7      |
| 2007/08 | Szachtar Donieck        | Ukraina | Wyszcza Liha | 2     | 0      |
| 2007/08 | VfL Bochum              | Niemcy  | Bundesliga   | 4     | 0      |
| 2008/09 | Dnipro Dniepropietrowsk | Ukraina | Wyszcza Liha |       |        |

## Kariera reprezentacyjna
W reprezentacji Ukrainy Bielik zadebiutował 8 września 2004 roku w wygranym 2:1 meczu z Kazachstanem. W 2006 roku został powołany przez Ołeha Błochina do kadry na Mistrzostwa Świata w Niemczech. Na tym turnieju był rezerwowym i rozegrał tylko ćwierćfinałowy mecz z Włochami (0:3). Rywalizował w eliminacjach do Euro 2008.

## Sukcesy i odznaczenia

### Sukcesy klubowe
- mistrz Ukrainy: 2002, 2005, 2006
- wicemistrz Ukrainy: 2000, 2001, 2003, 2004, 2007
- zdobywca Pucharu Ukrainy: 2001, 2002, 2004
- finalista Pucharu Ukrainy: 2003, 2007
- zdobywca Superpucharu Ukrainy: 2005
- finalista Superpucharu Ukrainy: 2004, 2006, 2007

### Sukcesy reprezentacyjne
- wicemistrz Mistrzostw Europy U-18: 2000
- ćwierćfinalista Mistrzostw Świata: 2006

### Odznaczenia
- tytuł Zasłużonego Mistrza Sportu Ukrainy: 2005[2]
- Order „Za odwagę” III klasy: 2006[3].